# اده (روستا)
اده (روستا) (به عربی: إدّه) یک منطقهٔ مسکونی در لبنان است.

## خواهرخوانده
شهر حکاری خواهرخواندهٔ اده (روستا) هست.